# Otto Franco
Otto Franco (Cartagena de Indias, Bolívar, Colombia; 31 de enero de 1995) es un futbolista colombiano. Juega de delantero.

## Clubes
| Club            | País     | Año         | Part | Goles |
| --------------- | -------- | ----------- | ---- | ----- |
| Envigado F.C.   | Colombia | 2014 - 2016 | 24   | 0     |
| Unión Magdalena | Colombia | 2017        | 15   | 0     |